# Joseph Steinbichler
Joseph Steinbichler (* 5. April 1769 in Söllhuben; † 25. Mai 1801 in Altötting) war ein deutscher Theologe und Schriftsteller.

## Leben
Steinbichlers Eltern waren Pächter von Schloss Farnach bei Riedering. Er ging zunächst in die Klosterschule Chiemsee und wechselte dann an das Akademische Gymnasium Salzburg. Ab 1791 besuchte er das Priesterseminar in Salzburg und war dort als Repetitor tätig. Nach seiner Priesterweihe wurde er 1795 nach Berg bei Schnaitsee, 1797 nach Kraiburg versetzt. Schließlich wurde er Prediger an der Stiftskirche Altötting.
In der Affäre um Matthäus Fingerlos, Regens des Salzburgischen Priesterseminars, der von Salzburg nach Mühldorf versetzt werden sollte, spielte Joseph Steinbichler eine wichtige Rolle, da er sich in einem Brief an Konsistorialdirektor Franz Xaver Hochbichler wandte und damit die Versetzung von Fingerlos beförderte.
Trotz seines frühen Todes mit 32 Jahren verfasste Steinbichler mehrere Schriften und war Mitarbeiter an der Oberdeutschen allgemeinen Litteraturzeitung, am Baierischen Wochenblatt und am Münchner Intelligenzblatt.

## Werke
- Versuch über den Einfluß der Arbeitsamkeit auf Menschglück. Nebst auserlesenen Sätzen aus der praktischen Philosophie. Salzburg 1790.
- Predigt über die Erlaubniß an Samstagen Fleisch zu essen. München 1799.